# Nitidula bipunctata
Nitidula bipunctata är en skalbaggsart som först beskrevs av Carl von Linné 1758.  Nitidula bipunctata ingår i släktet Nitidula, och familjen glansbaggar. Arten är reproducerande i Sverige.

## Bildgalleri

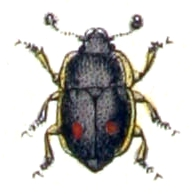